# Salvatore Giorgetti
Salvatore Giorgetti (Viareggio, 24 dicembre 1907 – ...) è stato un calciatore e allenatore di calcio italiano, di ruolo attaccante.
Era noto anche come Giorgetti III per distinguerlo dai fratelli Egisto e Alfio.

## Carriera

### Giocatore
Debutta in Serie B con il Viareggio nella stagione 1933-1934, disputando con i toscani tre campionati cadetti per un totale di 79 presenze e 11 reti. In carriera ha segnato 25 gol in 185 presenze con la maglia del Viareggio.

### Allenatore
Nella stagione 1937-1938 ha allenato il Viareggio in Serie C.

## Palmarès

### Giocatore

#### Competizioni nazionali
- Seconda Divisione: 1

Viareggio: 1927-1928
- Prima Divisione: 1

Viareggio: 1932-1933